# Laureola vietnamensis
Laureola vietnamensis är en kräftdjursart som beskrevs av Kwon, Ferrara och Stefano Taiti 1993. Laureola vietnamensis ingår i släktet Laureola och familjen Armadillidae. Inga underarter finns listade i Catalogue of Life.